# Vương triều Caroling
Vương triều Caroling (tiếng Latinh: Carolingorum, tiếng Pháp: Carolingiens, tiếng Đức: Karolinger) là một vương triều gốc Frank có nguồn gốc từ gia tộc Carolus, được hình thành kể từ năm 751 khi Pepin Lùn lên làm vua, đã trở thành hoàng tộc của Đế quốc Frank. Tên dòng họ đặt theo ông tổ là Charles Martel (Carolus Martellus). Nổi tiếng nhất trong dòng họ này là Charlemagne, người đã được đăng quang Hoàng đế bởi Giáo hoàng Leo III tại Roma vào năm 800. Đế chế của ông, trên danh nghĩa là một sự tiếp nối của Đế chế La Mã, được gọi là Đế quốc Caroling.
Sau khi đế quốc này bị phân chia vào năm 843 theo hiệp ước Verdun, dòng họ Caroling cai trị ở đế quốc Đông Frank cho tới khi không còn có người nối dõi vào năm 911. Tại Tây Frank, với 2 gián đoạn họ cai trị cho tới năm 987, khi dòng họ nhà Capetus lên nắm quyền. Tại công quốc Niederlothringen dòng họ Caroling ở Tây Frank còn cai trị cho tới đầu thế kỷ thứ 11.